# Priangan
Le Priangan, Parahyangan ou Preanger est une région montagneuse du pays Sunda dans la province indonésienne de Java occidental.

## Toponymie
Le nom Parahyangan vient de hyang qui veut dire « dieu » ; il signifie donc « la demeure des dieux ». Le Priangan est une région montagneuse et les anciens Indonésiens croyaient que les dieux séjournaient dans les sommets.
On retrouve cette étymologie hyang dans d'autres toponymes de Java, comme le plateau de Dieng dans le centre, ou le plateau de Yang dans l'est.

## Géographie
La superficie totale de cette région est de 21 524 km2 (soit un peu moins du 1/6 de Java). Le Priangan est bordé à l'ouest par les kabupaten de Bogor et Sukabumi, au nord par ceux de Karawang, Purwakarta, Subang et Indramayu, au nord-est par ceux de Majalengka et Kuningan, à l'est par la rivière Citanduy qui marque la frontière avec la province de Java oriental, et au sud par l'océan Indien.
Elle couvre les kabupaten de :
- Bandung ;
- Cianjur ;
- Ciamis ;
- Cimahi ;
- Garut ;
- Sumedang ;
- Tasikmalaya.

## Histoire

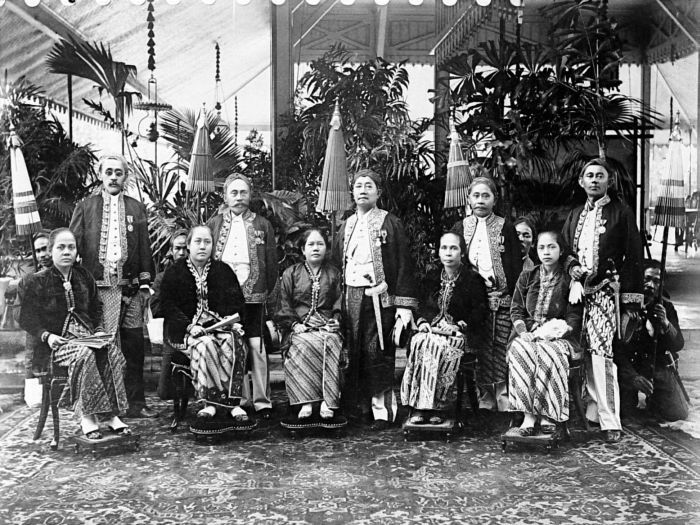
Bupati du Priangan avec leurs épouses

En 1705, le royaume de Mataram cède le Priangan et Cirebon à la VOC (la Compagnie néerlandaise des Indes orientales) en remboursement des services rendus lors de la première guerre de Succession javanaise qui a mis que le trône le sunan Pakubuwana I. À la fin du XVIIIe siècle, la VOC appelait "Preanger" la région couvrant les actuels kabupaten suivants :
- Bandung,
- Bogor,
- Cianjur,
- Galuh (aujourd'hui Ciamis),
- Karawang,
- Limbangan (Garut),
- Sukabumi,
- Sukapura (Tasikmalaya),
- Sumedang,
- Tangerang.

Entre 1808 et 1810, le gouverneur général Daendels regroupe l'ensemble en une préfecture ou residentie unique.
Par la suite, le Priangan ne consiste plus qu'en cinq regentschap : Cianjur, Bandung, Sumedang, Limbangan, Sukapura, et quatre divisions (afdeelingen), dirigées non par un regent, c'est-à-dire un bupati, mais un patih, donc les fonctions sont en réalité les mêmes mais qui a moins de prestige : Sukabumi, Cicalengka, Tasikmalaya et Sukapura Kolot.

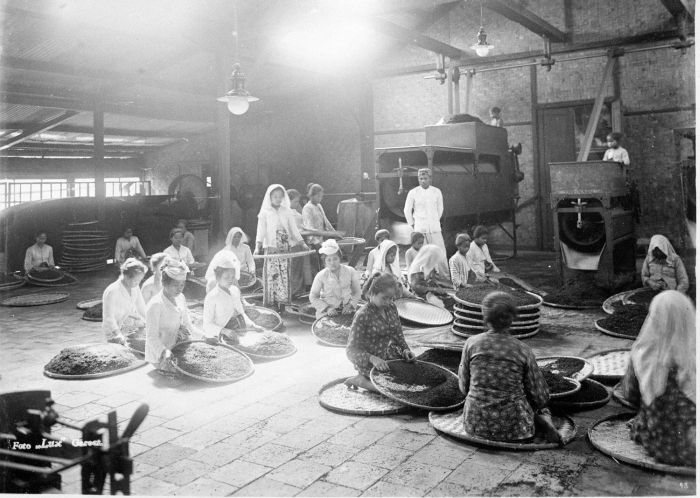
Femmes du Priangan au début du vingtième siècle. Photo de Thilly Weissenborn.

En 1901, l'ensemble est ramené à 6 unités territoriales. En 1915, Ciamis, jusque-là partie de la residentie de Cirebon, est intégrée au Priangan. Bogor et Karawang ne le sont pas, en raison de leurs activités fortement liées à Batavia depuis le XIXe siècle. En outre, création du sultan Agung du royaume javanais de Mataram, Karawang est plutôt de tradition javanaise.